# Пономаренко, Дмитрий Георгиевич
Дмитрий Георгиевич Пономаренко (укр. Дмитро Георгійович Пономаренко; род. 13 марта 1972, Верхнеднепровск) — украинский дипломат. Генеральный консул Украины в городе Шанхай, КНР (2016—2020). Чрезвычайный и полномочный посол Украины в Республике Корея (2021—2025). Чрезвычайный и полномочный посол Украины в Монголии по совместительству (2022—2025).

## Биография
Родился 13 марта 1972 года в городе Верхнеднепровск Днепропетровской области. В 1995 году окончил Киевский национальный торгово-экономический университет. В 1999 году — Дипломатическую академию Украины при МИД Украины, магистр внешней политики.
В 1995—1996 годах — начальник отдела коммерческого банка «АРКАДА».
В 1996—1997 годах — ведущий экономист Департамента ТЭС со странами Европы Министерства внешних экономических связей и торговли Украины.
В 1999—2002 годах — третий и второй секретарь департамента экономического и научно-технического сотрудничества Министерства иностранных дел Украины.
В 2002—2003 годах — второй секретарь (экономические вопросы) Посольства Украины в Китайской Народной Республике.
В 2003—2006 годах — заместитель руководителя торгово-экономической миссии в составе Посольства Украины в Китайской Народной Республике (с местом расположения в САР Гонконг).
В 2006—2011 годах — руководитель торгово-экономической миссии в составе Посольства Украины в Китайской Народной Республике.
В 2011—2014 годах — заместитель Директора департамента экономического сотрудничества Министерства иностранных дел Украины.
В 2014—2016 годах — посол по особым поручениям Управления РФ Министерства иностранных дел Украины.
В 2016—2020 годах — генеральный консул Украины в городе Шанхай, КНР.
В 2020—2021 годах — директор Департамента экономической дипломатии МИД Украины.
В 2021—2022 годах — директор четвёртого территориального департамента МИД Украины.
С 15 ноября 2021 по 21 июля 2025 года — чрезвычайный и полномочный посол Украины в Республике Корея.
С 23 сентября 2022 по 21 июля 2025 года — чрезвычайный и полномочный посол Украины в Монголии по совместительству.

## Личная жизнь
Женат, воспитывает двух сыновей. Владеет английским, русским и изучает китайский.

## Дипломатический ранг
- Чрезвычайный и полномочный посланник первого класса (2021)[7]